# Monestier (Ardèche)
Monestier település Franciaországban, Ardèche megyében. Lakosainak száma 59 fő (2022. január 1.). Monestier Saint-Julien-Vocance, Vanosc, Vocance és Saint-Julien-Molhesabate községekkel határos.

## Népesség
A település népességének változása:
| Lakosok száma | 91   | 65   | 52   | 56   | 48   | 57   | 61   | 64   | 62   | 59   |
|               | 1968 | 1982 | 1990 | 2006 | 2013 | 2015 | 2017 | 2019 | 2020 | 2022 |